# Alexander Rueb
Alexander Rueb (* 27. Dezember 1882 in Den Haag; † 2. Februar 1959 ebenda) war ein niederländischer Schachfunktionär, Schachspieler und Liebhaber der Schachkomposition. Er war der erste Präsident des Weltschachbundes FIDE.

## Schachfunktionär
Rueb war bei der Gründung der FIDE 1924 in Paris dabei. Dort wurde er als Vertreter des Koninklijke Nederlandse Schaakbond (KNSB), des weltweit ältesten bis heute bestehenden nationalen Schachverbandes, zum ersten FIDE-Präsidenten gewählt. Dieses Amt hatte er laut offizieller FIDE-Liste bis 1949 inne. Allerdings gab es 1939 am Rande der Schacholympiade in Buenos Aires eine außerplanmäßige Generalversammlung der FIDE, in der Rueb abgewählt und als Nachfolger der Argentinier Augusto De Muro ernannt wurde. Diese Ablösung Rueb's ist umstritten, sie gilt weder als legal noch legitim.
Rueb benutzte, soweit bekannt, erstmals 1945 das heutige FIDE-Motto Gens una sumus.

## Schachkomposition
Rueb sammelte Studien, vorwiegend aus dem Bereich der Endspielstudien. Für die Dokumentation dieser Studien entwickelte er eine eigene Systematik. Seine Arbeiten veröffentlichte er in dem zehnbändigen Werk De Schaakstudie, das zwischen 1945 und 1955 erschien.
Seine Datensammlung auf Karteikarten hat die niederländisch-flämische Vereinigung für Freunde der Endspielstudie ARVES (Alexander Rueb Vereniging voor Eindspel Studie) übernommen.

## Schachspieler
Rueb war auch ein starker Schachspieler. So vertrat er die Niederlande bei der inoffiziellen Schacholympiade 1924 in Paris mit einem Ergebnis von 4,5 Punkten aus 13 Partien.

## Privates
Von Beruf war Rueb Rechtsanwalt. Ab 1908 arbeitete er am Obersten Holländischen Gerichtshof Hoge Raad, später als Richter und Diplomat.